# 杨佶
楊佶（?—?），字正叔，辽国南京道人。
杨佶幼年聪明异常，读书自能成句。辽圣宗统和二十四年（1006年），中进士第一，历任校书郎、大理正。开泰六年（1017年），转任仪曹郎，典掌书命，加谏议大夫，出知易州。治理地方崇尚清简，以自己的俸禄修桥，入朝为大理少卿。官至翰林学士。文章号称得体。开泰八年（1019年）同知南京留守事。辽兴宗重熙元年（1032年），任翰林学士承旨，历任忠顺军节度使，朔、武等州观察处置使，天德军节度使，加特进检校太师，同中书门下平章事。再拜参知政事，兼知南院枢密使。重熙十五年（1046年），出为定武军节度使。当时境内大旱，禾苗干枯，杨佶到任，天降大雨，百姓说：“谁其抚我，杨公为主”。入朝担任吏部尚书兼门下侍郎，同中书门下平章事。当年为职衔为“天雄军节度、魏州管内观察处置等使、特进、检校太师、行吏部尚书、参知政事、修国史、同中书门下平章事、行魏州大都督府长史、上柱国、弘农郡开国公、食邑三千五百户、食实封四百户。”杨佶既任宰相，事总大纲，责成百司，以进贤为己任。三次请求致仕，被皇帝允许，著有《登瀛集》。

## 备注
1. ↑  这一系列职衔记于重熙十四年（1045年）的《大契丹国故雍肃恭寿仁懿秦晋国大长公主墓志铭并序》，来源于《契丹秦晋国大长公主墓志铭[1]:430》、《全辽文·卷六》。

## 延伸阅读
[在维基数据编辑]
 《遼史/卷89》，出自脱脱《遼史》